# Mosillus stegmaieri
Mosillus stegmaieri är en tvåvingeart som beskrevs av Wirth 1969. Mosillus stegmaieri ingår i släktet Mosillus och familjen vattenflugor. Inga underarter finns listade i Catalogue of Life.